# Rainer Poser
Rainer Poser (ur. 14 maja 1941 w Torgau) – wschodnioniemiecki bokser, medalista mistrzostw  Europy z 1963.
Startował głównie w wadze koguciej (do 54 kg). Wystąpił w niej na mistrzostwach Europy w 1961 w Belgradzie, lecz przegrał pierwszą walkę. Lepiej powiodło mu się na kolejnych mistrzostwach Europy w 1963 w Moskwie, gdzie zdobył brązowy medal po wygraniu dwóch walk (m.in. z Kenem Buchananem) i przegranej w półfinale z późniejszym mistrzem 
Olegiem Grigorjewem.
Wystąpił we wspólnej reprezentacji Niemiec na igrzyskach olimpijskich w 1964 w Tokio, ale w pierwszej walce pokonał go Brunon Bendig. Odpadł w ćwierćfinale na mistrzostwach Europy w 1965 w Berlinie.
Poser był mistrzem NRD w wadze koguciej w 1963, 1964 i 1966 oraz w wadze piórkowej (do 57 kg) w 1967 i 1968, a także wicemistrzem w wadze koguciej w 1961.